# Danilo Cuban
Danilo Cuban, slovenski nogometaš, * 10. februar 1935, Ljubljana.
Cuban je začel trenirati nogomet pri 11 letih pri ljubljanskem klubu Odred. V 1960-ih je igral kot vezist za Odred v 2. zvezni jugoslovanski ligi. Po izpadu Odreda iz 2. zvezne lige se je preselil k Slovanu, po letu 1964 pa je igral še za Izolo in Koper. V Kopru je delal eno sezono kot glavni trener in od 1976 do 1978 predsednik kluba.
Zaigral je na neuradni tekmi slovenske reprezentance in dosegel gol na tekmi proti Kitajski, avgusta 1956, za zmago Slovenije s 5:2. 
Starša sta bila doma iz okolice Trsta, pred fašizmom sta se v 1930-ih preselila v Ljubljano, kjer je Cuban odraščal. Ob nogometni karieri je bil zaposlen v podjetju Ljubljana Transport, po preselitvi v Koper pa je bil 34 let zaposlen v Iplasu. Danes stanuje v Vanganelu. 